# Đảo James (Quần đảo San Juan)

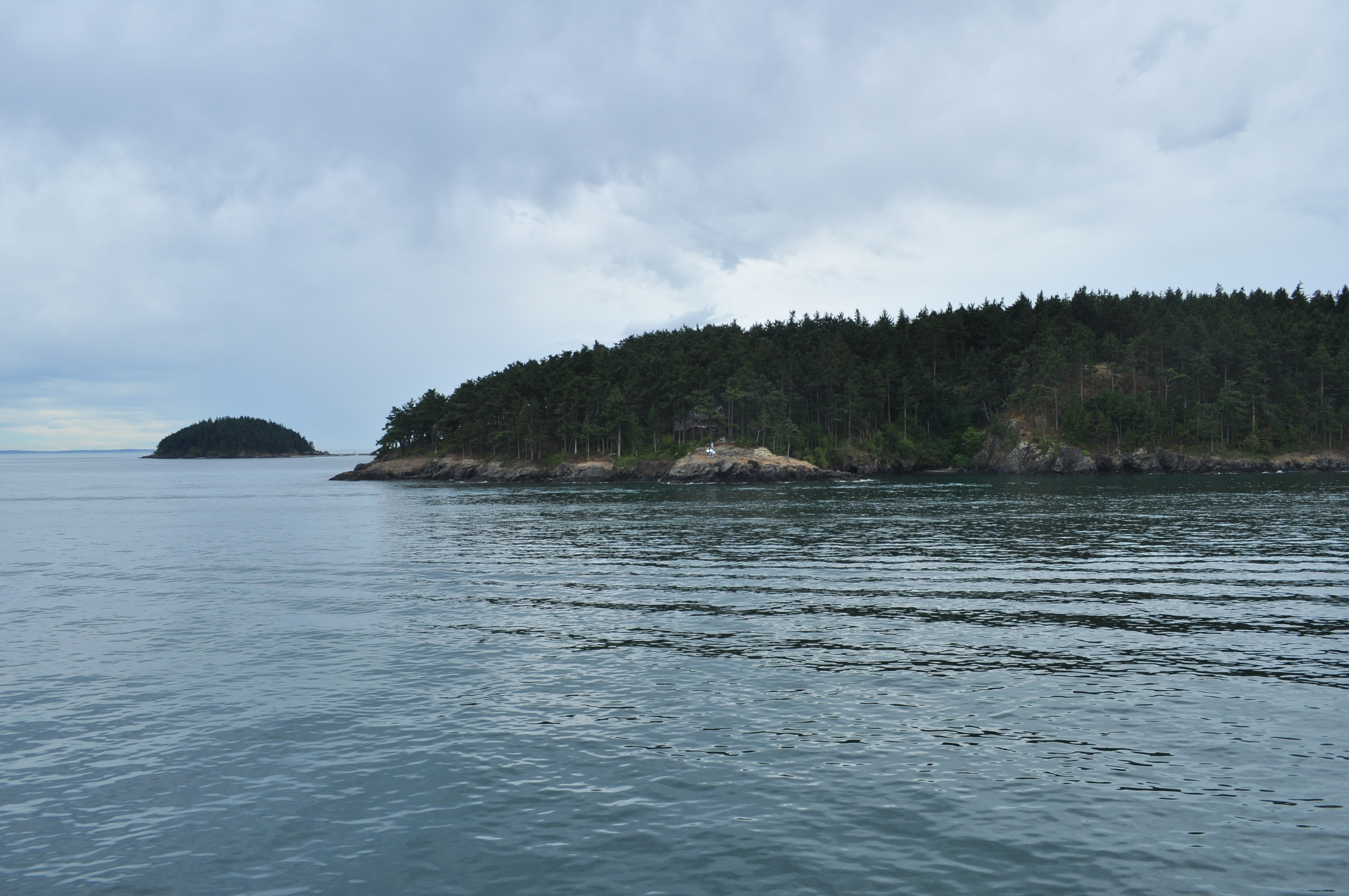
Hình ảnh một chuyến phà đi qua đảo James.

Đảo James là một hòn đảo thuộc quần đảo San Juan, quận San Juan, tiểu bang Washington, Hi·ình rnoa Kỳ. Đảo nằm trong eo biển Rosario, ngoài khơi phía đông của đảo Decatur, và phía tây của thành phố Anacortes. Toàn bộ diện tích của đảo là 116,64 ha (47,20 ha) và không có dân cư sinh sống. Trên đảo có ba khu vực cắm trại khác nhau, đều có ít nhất một nhà vệ sinh. Các khu vực cắm trại được kết nối bởi một đường mòn.
Đảo James được đặt tên bởi Charles Wilkes vào năm 1841, nhằm tôn vinh Reuben James.